# Horakiella
Horakiella — рід грибів родини Sclerodermataceae. Назва вперше опублікована 1992 року.

## Класифікація
Згідно з базою MycoBank до роду Horakiella відносять 2 офіційно визнані види:
- Horakiella clelandii
- Horakiella watarrkana